# Крылов, Владимир Георгиевич
Владимир Георгиевич Крылов (5 августа 1935, Москва, РСФСР — 7 июня 2013, Киев, Украина) — заслуженный тренер СССР по горнолыжному спорту.

## Биография
Выпускник института физической культуры им. П. Ф. Лесгафта.
С 1957 г. на тренерской работе в Мончегорске, в 1962 г. при его поддержке на горе Ниттис был построен канатно-бугельный подъёмник, в 1964 г. — открыта спортивная школа молодежи. На её базе была создана сборная команда г. Мончегорска, которую он и возглавил. Сформированная на её базе сборная команда Мурманской области заняла первое место на Спартакиаде народов СССР. Подготовил около 40 мастеров спорта и нескольких чемпионов СССР.
Ученики тренера выступали на Олимпийских играх в Лейк-Плэсиде и Сараево. Один из них— Валерий Цыганов стал первым советским победителем этапа Кубка мира.
В 1984 г. Крылову было присвоено звание «Заслуженный тренер СССР». В 1983 г. он переезжает в Киев, работает с командами общества «Локомотив». На горе Красия (Закарпатье) соорудил трехкилометровую трассу скоростного спуска. Перевез туда кресельный подъёмник из Мончегорска. Затем организовал трассу «Протасов Яр» в Киеве. Создал спортивно-горнолыжный клуб «Вираж», объединивший любителей-горнолыжников всех возрастов.